# Gázharisnyás petróleumlámpa

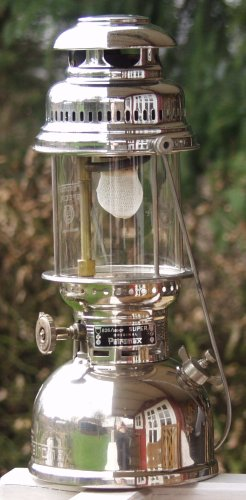
Petromax 826 típusú gázharisnyás (túlnyomásos) petróleumlámpa

A Petromax lámpa fajtanévként emlegetett márkanév a túlnyomással üzemelő gázharisnyás petróleumlámpákra. Angliában Tilley-lámpa, míg az Amerikai Egyesült Államok területén Coleman-lámpa néven ismert az ugyanilyen elven működő lámpa. Angolszász nyelvterületeken a  „Petromax” név gyűjtőfogalommá vált: elterjedten (ám gyakran tévesen) használják az összes ilyen elven működő lámpára, függetlenül attól, hogy  vagy egyéb más anyaggal működik.

## Története
A folyékony tüzelőszerrel működő túlnyomásos lámpákat Max Graetz (1851–1937) – az Ehrich & Graetz cég elnöke volt Berlinben –, fejlesztette ki. 1916-ban mutatták be a nevével jelzett Petromax lámpákat, amelyek neve a petróleum és a Max Graetz név összevonásával keletkezett. Egyes források szerint 1910-ben szabadalmaztatták a lámpát, ám később visszavonták, mert nem működött megfelelően. A lámpák elterjedtek az egész világon és napjainkig használják. Számos gyártó készít utánzatokat, például Kína, Indonézia és India területén.

## Felépítése és működése
Az attraktív megjelenésű Petromax lámpa fémanyaga rendszerint nikkelezett sárgaréz, magassága a lámpa világítási teljesítményétől függően 25–40 cm között van.
A lámpa legalsó részén helyezkedik el a teáskannára emlékeztető üzemanyagtartály, amelyre oldalt a légtelenítő szeleppel ellátott és légmentesen záró töltőnyílás, továbbá egy pumpa van felszerelve. A pumpa feladata a tartályban az üzemanyag feletti túlnyomás kialakítása. A túlnyomás felső határértéke 2-3 bar, nagyobb nyomás kialakulása ellen biztonsági szelep véd. Néhány típuson manométer jelzi a tartályban lévő túlnyomást. A túlnyomás a lámpa működéséhez elengedhetetlenül szükséges.
A tartály feletti részen hőálló üvegburától védve található a függőleges gázosító cső, amely kis keresztmetszetű (rendszerint 0,3-0,4 mm átmérőjű) fúvókában végződik. A függőleges gázosító cső feladata kettős: 
- egyrészt a túlnyomás hatására felfelé áramló folyékony tüzelőszert felforralja és gáznemű állapotba hozza, továbbá
- a csőben helyezkedik el az a kúpos hegyű szabályozó tű, amelyet a tartály felett lévő forgatógombbal egy körhagyó excenter segítségével a fúvókában lehet mozgatni, ezzel a fúvókán átáramló gáz állapotú tüzelőszer mennyiségét és végeredményben a lámpa fényerejét szabályozni. Tekintve, hogy a fúvóka és a tűszelep között még nyitott állapotban is nagyon kis hézag van, a fúvókán a gáznemű tüzelőszer közel hangsebességgel áramlik át.[4]

A fúvókán átáramló gőz egy porlasztóba jut, ahol a környezeti levegővel keveredik. A keverék egy csövön át a kerámia toldatra erősített gázharisnyán át jut az égéstérbe, ahol meggyullad. A fémsókkal átitatott gázharisnya hatására a lámpa nagy fényerejű (fénycsőhöz hasonló) fényt ad. Átlagos teljesítménye 200-500 watt, fényereje 100 és 500 kandela között van. 8 óra folyamatos világítás esetén kb. 1-2 liter üzemanyagot használ el a teljesítménytől és beállított fényerőtől függően.
A Petromax lámpa működéséhez a függőleges gázosító csövet elő kell fűteni. Az előfűtés rendszerint a gázosító csövet körülvevő tálkába öntött kb. két teáskanálnyi spiritusz (etanol), denaturált szesz meggyújtásával történik. Néhány készüléket úgynevezett rapid gyújtóval is ellátnak a felfűtési idő csökkentése érdekében. Mindkét megoldásnak vannak előnyei és hátrányai:
- A rapid gyújtós lámpa nem igényel külön gyújtófolyadékot, hanem a tartályban lévő üzemanyagot használja fel egy segédégőn keresztül. Hátránya a hevítés erős hegesztőpisztoly-szerű zaja és az, hogy lényegesen többet kell pumpálni.
- A segédfolyadékos (alkoholos) gyújtás előnye a csendes gyújtás és kevés pumpálás, hátránya a viszonylagos lassúsága.

Üzem közben a függőleges csőben végbemenő gázosításról az égő lámpa hőtermelése gondoskodik.
A lámpa felső részén levehető perforált sapka helyére sok esetben nikkelezett lámpaernyő szerelhető fel. Mivel minden Petromax lámpa jelentős hőt termel, sok típusnál a felső perforált rész levehető és tea- vagy levesfőzéshez, ételmelegítéshez kisebb edény helyezhető fel helyette.
A leírtakat az alábbi videó szemlélteti egy némileg egyszerűbb kialakítású Tilley-lámpával:
A lámpa kikapcsolása után a tartályt a leeresztőcsavaron lévő szeleppel nyomásmentesíteni kell, különben a fúvókán átszivárgó tüzelőanyag ismételten begyulladhat vagy tüzet okozhat.

### Üzemanyagok
A lámpákban világításra használt, eltüzelt üzemanyagokat egyes források „tüzelőszer” néven is emlegetik.
A Petromax lámpák elsősorban petróleummal működő lámpák, ám többségük működtethető denaturált szesszel (spiritusz) is.
Az elnevezések területenként változóak és félreértésre adhatnak okot:
| Üzemanyag neve                       | Angliában | Egyesült Államokban | Németországban |
| ------------------------------------ | --------- | ------------------- | -------------- |
| petróleum                            | paraffin  | kerosene            | petroleum      |
| etanol (denaturált szesz, spiritusz) | spirit    | denatured alcohol   | spiritus       |

Néhány lámpa víztiszta színűre desztillált gázolajjal is működik. A felhasználható üzemanyagok a lámpa dokumentációjában minden esetben fel vannak tüntetve.

### Gázharisnya
A Petromax lámpa lényeges része a gázharisnya, amely csecsemők zoknijára emlékeztető méretű pamut vagy nylon anyagból készül a lángokat színező fémsókkal átitatva. A gázharisnya eredetileg gyengén sugárzó tóriumsókat tartalmazott, azonban ez már a múlté. Az itt-ott véletlenszerűen fellelhető nagyon régi, tóriumsókat tartalmazó gázharisnyák sugárzása is rendkívül gyenge, töredéke a világító számlapos óráknak vagy a „jótékony hatású” gyógyfürdőknek. A sugárzásveszély miatt kialakult pánikhangulat miatt a legtöbb gyártó a gázharisnyák csomagolásán és általában a honlapján is feltünteti a gázharisnya tóriummentességét non radioactive felirattal. Valódi sugárveszély nem is a felhasználókat, hanem a gyártásban, csomagolásban részt vevő személyeket fenyegette.
A szabadba (kültéri felhasználásra) való gázharisnyákat jól látható lilás sáv jelöli, míg a beltéri célúak színtelenek, illetve világoskék színűek. A megkülönböztetésnek csupán annyi célja van, hogy a kültéri célra szánt gázharisnyák még kiégés után is merevebbek, jobban elviselik az esetleges léghuzatot.

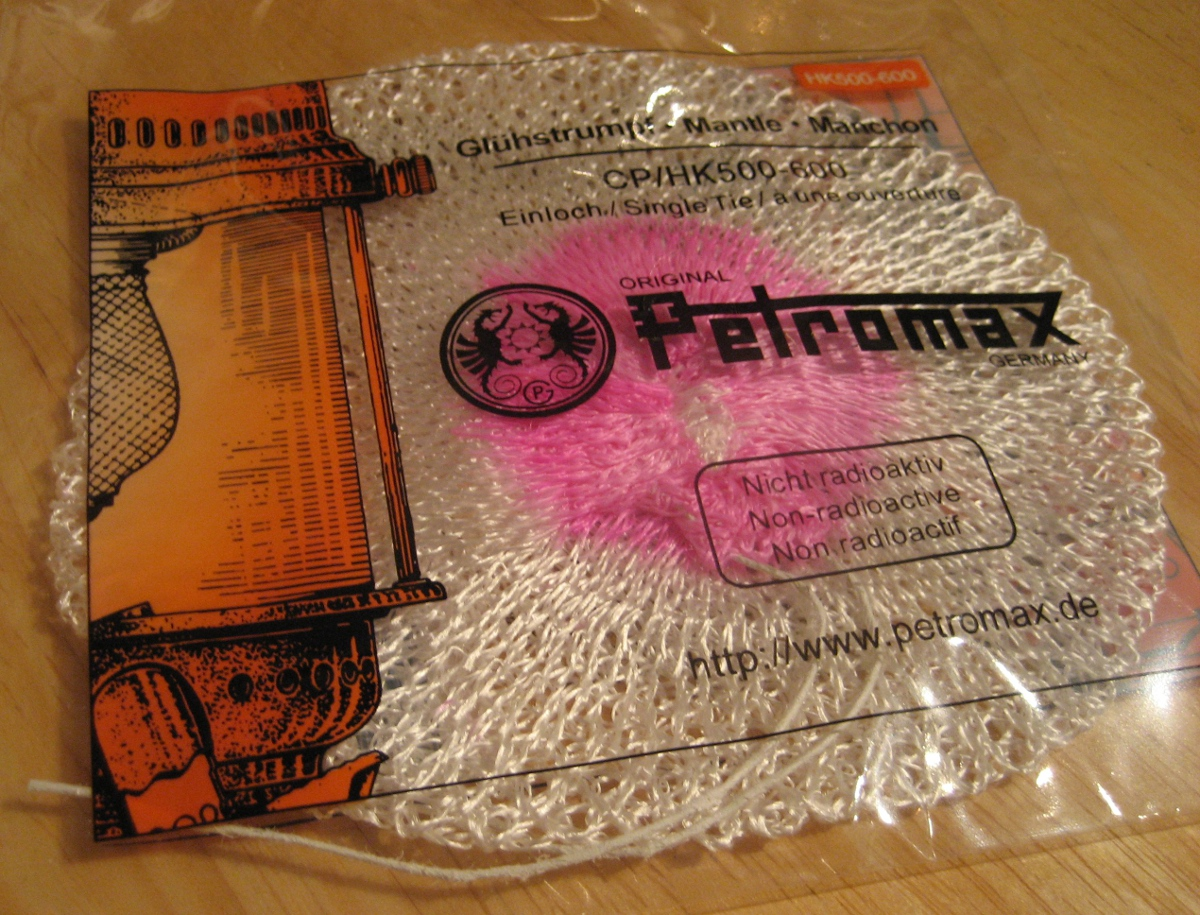
Tóriummentes Petromax gázharisnya (kültéri)
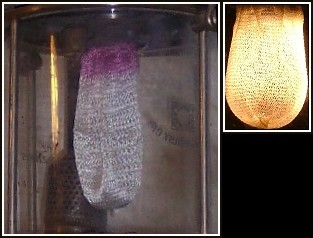
Petromax gázharisnya beépített és világító állapotban
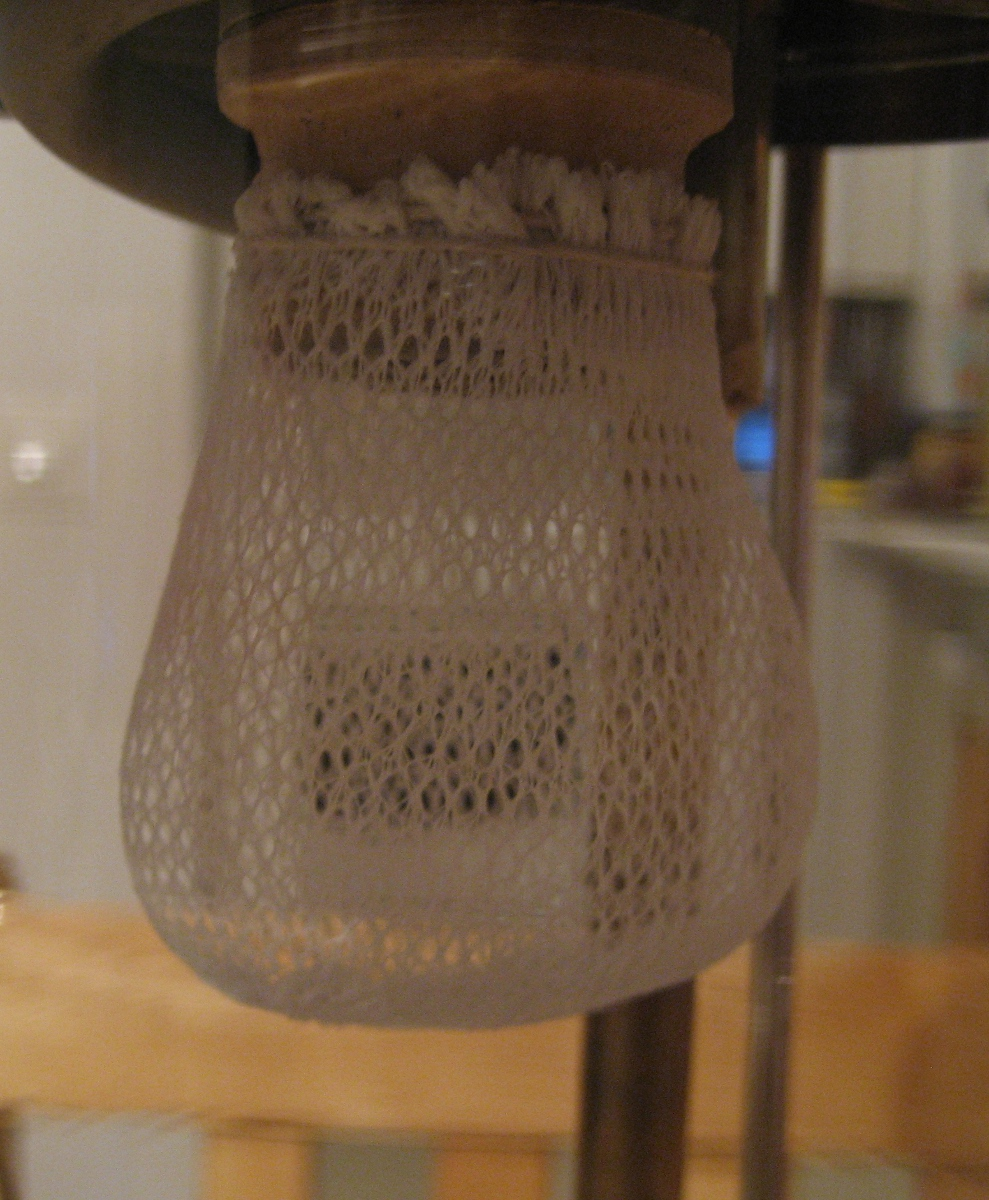
Beltéri célú gázharisnya beépített állapotban

Egy gázharisnyát gondos kezelés mellett akár évekig lehet használni: annak ellenére, hogy az első használat során kiég és érintésre szétporlana, a Petromax lámpa konstrukciója megakadályozza a gázharisnya tönkremenetelét. Kisebb, borsónyi-babszemnyi gázharisnya-lyukakat a lámpa még elvisel (csökken a fényereje), nagyobb sérülés esetén azonban mindenképpen cserélni kell.

## Előnyei
- Stabil, egyenletes, tartós és a fénycsővel, izzólámpával összemérhető fényerejű világítást biztosít terepen, kiránduláskor túrázáskor de elektromos energiától távoli helyeken is.

## Hátrányai
- A túlnyomásos Petromax lámpák legnagyobb hátránya a begyújtás lassúsága. Egy percnél rövidebb idő alatt ritkán sikerül begyújtani, mert elő kell melegednie.
- A lámpa ismételt újragyújtásai közötti idő legalább 15 perc, azért, hogy a felforrósodott fémrészek  biztonságosan kihűljenek.
- Égési, forrázási sérülések veszélye gondatlan kezelés esetén.